# Nhà toán học
Nhà toán học là người có tri thức rộng về toán học và sử dụng chúng trong công việc của mình, điển hình là giải quyết các vấn đề toán học. Đối tượng toán học mà họ quan tâm là số, dữ liệu, tập hợp, lượng, cấu trúc, không gian, mô hình và sự thay đổi.
Nhà toán học tham gia giải quyết những vấn đề toán học nằm ngoài phạm vi toán học thuần túy thì được gọi là nhà toán học ứng dụng. Những người này dùng kiến thức chuyên môn và phương pháp luận chuyên ngành để tiếp cận nhiều vấn đề nổi bật hiện diện trong các ngành khoa học có liên quan. Nhà toán học ứng dụng tập trung lập, nghiên cứu và sử dụng các mô hình toán học trong khoa học, kỹ thuật và kinh doanh. Do mối quan tâm riêng của bộ môn toán học ứng dụng là các phương pháp toán học thường dùng trong các ngành trên mà "toán học ứng dụng" là một khoa học Toán học với kiến thức được chuyên môn hóa. Thuật ngữ "toán học ứng dụng" còn dùng để chỉ một chuyên ngành mà trong đó các nhà toán học giải quyết các vấn đề thường là cụ thể (nhưng cũng có khi là trừu tượng).